# Fan Zhiyi
Dans ce nom chinois, le nom de famille, Fan, précède le nom personnel.
Fan Zhiyi, né le 22 janvier 1970 à Shanghai, est un footballeur chinois.

## Buts en sélection
| Buts | Date              | Lieu              | Match              | Score | Compétition                         |
| ---- | ----------------- | ----------------- | ------------------ | ----- | ----------------------------------- |
| 1    | 4 février 1996    | Hong Kong         | Hong Kong          | 2-0   | Qualifications de la Coupe d'Asie   |
| 2    | 21 février 1997   | Kuala Lumpur      | Singapour          | 3-1   | Coupe Dunhill                       |
| 3    | 28 février 1997   | Kuala Lumpur      | Zimbabwe           | 3-1   | Coupe Dunhill                       |
| 4    | 28 février 1997   | Kuala Lumpur      | Bosnie-Herzégovine | 3-0   | Coupe Dunhill                       |
| 5    | 25 mai 1997       | Hô Chi Minh-Ville | Viêt Nam           | 3-1   | Qualifications de la Coupe du monde |
| 6    | 22 juin 1997      | Pékin             | Viêt Nam           | 4-0   | Qualifications de la Coupe du monde |
| 7    | 2 septembre 1997  | Dalian            | Kazakhstan         | 3-0   | Match amical                        |
| 8    | 13 septembre 1997 | Dalian            | Iran               | 2-4   | Qualifications de la Coupe du monde |
| 9    | 31 octobre 1997   | Dalian            | Qatar              | 2-3   | Qualifications de la Coupe du monde |
| 10   | 30 novembre 1998  | Surat Thani       | Liban              | 4-1   | Jeux asiatiques                     |
| 11   | 14 décembre 1998  | Bangkok           | Turkménistan       | 3-0   | Jeux asiatiques                     |
| 12   | 19 décembre 1998  | Bangkok           | Thaïlande          | 3-0   | Jeux asiatiques                     |
| 13   | 13 octobre 2000   | Tripoli           | Corée du Sud       | 2-2   | Coupe d'Asie des nations            |
| 14   | 22 avril 2001     | Xi'an             | Maldives           | 10-1  | Qualifications de la Coupe du monde |
| 15   | 22 avril 2001     | Xi'an             | Maldives           | 10-1  | Qualifications de la Coupe du monde |
| 16   | 31 août 2001      | Muscat            | Oman               | 2-0   | Qualifications de la Coupe du monde |
| 17   | 15 septembre 2001 | Shenyang          | Ouzbékistan        | 2-0   | Qualifications de la Coupe du monde |